# Jehannot de Lescurel
Jehannot de Lescurel, também conhecido como Jehan de l'Escurel (? - Paris, 23 de maio de 1304) foi um compositor e poeta da França medieval.

## Vida
Nada se sabe de sua vida senão que foi filho de um mercador e possivelmente estudou com os mestres da Escola de Notre-Dame em Paris. Foi um dos primeiros representantes do estilo Ars nova, e 34 das suas obras se preservaram no manuscrito Roman de Fauvel. Salvo uma delas, são todas monofônicas, entre virelais, baladas e rondós.

## Trabalhos
| W                               | Título                                 | Gênero    |
| ------------------------------- | -------------------------------------- | --------- |
| W 1                             | A vous, douce debonnaire               | Rondós    |
| W 2                             | Amours aus vrais cuers commune         | Baladas   |
| W 3                             | A vous, douce debonnaire               | Rondós    |
| W 4                             | Amours cent mille merciz               | Baladas   |
| W 5                             | Amour, voules vous acorder             | Baladas   |
| W 6                             | Amours que vous ai meffait             | Baladas   |
| W 7                             | Abundance de felonnie                  | Baladas   |
| W 8                             | Amours trop vous doi cherir            | Baladas   |
| W 9                             | Bietris est mes delis                  | Rondós    |
| W 10                            | Bien se lace                           | Baladas   |
| W 11                            | Bontes, sen, valours et pris           | Baladas   |
| W 12                            | Bonne amour me rent                    | Baladas   |
| W 13                            | Bonnement m'agree                      | Rondós    |
| W 14                            | Belle et noble a bonne estrainne       | Rondós    |
| W 15                            | Bien se peust apercevoir               | Baladas   |
| W 16                            | Belle com loiaus amans                 | Baladas   |
| W 17                            | Comment que pour l'eloignance          | Baladas   |
| W 18                            | De gracieuse dame amer                 | Rondós    |
| W 19                            | De la grant joie d'amours              | Baladas   |
| W 20                            | Douce Amour confortez moi              | Baladas   |
| W 21                            | Dame vo regars m'ont mis en la voie    | Baladas   |
| W 22                            | D'amour qui n'est bien celee           | Baladas   |
| W 23                            | Dame gracieuse et bele                 | Baladas   |
| W 24                            | Dame, par vo dous regart               | Rondós    |
| W 25                            | Douce dame je vous pri                 | Rondós    |
| W 26                            | Douce desirree                         | Rondós    |
| W 27                            | Dame, si vous vient a gre              | Rondós    |
| W 28                            | Diex quant la verrai                   | Rondós    |
| W 29                            | Dis tans plus qu'il ne faudroit flours | Baladas   |
| W 30                            | Fi, mesdisans esragie                  | Baladas   |
| W 31                            | Guilleurs me font mout souvent         | Rondós    |
| W 32                            | Gracieusette                           | Baladas   |
| W 33                            | Gracieuse, faitisse et sage            | Diz entez |
| W 34                            | Gracieus temps est quant rosier        | Diz entez |
| No other works by Jehan survive |                                        |           |

## Discografia
- Mediabook "Jehan de Lescurel. Songé .i. songe" (chansons & Dit enté " Gracïeus temps", ensemble Syntagma, essay: Emilia Danilevski ISBN: 3003651420002